# Chenouté
Chenouté (différentes orthographes sont possibles : Shenouda, Chénouté, Shenouté d'Atripe, Chenouté d'Atribi, Schenoudi d'Atripé) est certainement l'écrivain le plus considérable du christianisme copte. Avec Antoine et Pacôme, c'est l'une des trois grandes figures monachiques issues de la terre d'Égypte. Il est mort en 466.
Plutôt méconnu en Occident, en Égypte, il est considéré comme l'un des plus grands saints coptes.

## Le rôle de Chénouté chez les Coptes
Chenouté est un abbé copte des IVe et Ve siècles, neveu de l'abbé Apa Pjol. Ce grand réformateur du cénobitisme égyptien a un caractère passionné et violent. Il a fondé le Monastère Blanc ou Deir el-Abiad à Sohâg, situé à cinq km du Monastère Rouge (Deir el-Ahmar) près de Thèbes en 440. L’église du Deir el-Abiad peut encore être visitée aujourd'hui même si le monastère n'est plus en activité.
Il a eu jusqu'à deux mille moines et mille huit cents moniales sous ses ordres. Selon ses lettres, il aurait tué un moine de sa propre main, pour cause de désobéissance, ce qui aurait provoqué des conflits au sein des monastères qu'il dirige. Chenouté durcit la règle pachomienne, la trouvant trop douce. Sa règle est la première à comporter une promesse écrite d'obéissance. Dans ses œuvres, Chénouté donne l'impression que ces monastères sont une « foire » permanente où il est obligé de rétablir l'ordre en permanence. Ceci ne correspond pas à ce que peuvent dire d'autres sources et témoigne du pessimisme de Chénouté.
Chénouté est très présent dans l'Égypte du Ve siècle. Il lutte contre le paganisme encore présent en Haute-Égypte. Il est responsable de la destruction de temples pharaoniques dans la région de Thèbes. Il n’hésite pas à sortir avec ses moines pour aller convertir les villages environnants et est "responsable de la destruction des temples pharaoniques dans sa région".
Selon des récits légendaires tardifs, il aurait accompagné Cyrille d'Alexandrie au concile d'Éphèse de 431 qui oppose celui-ci à Nestorius, archevêque de Constantinople.
Selon la tradition copte, il meurt âgé de 118 ans.

## Chenouté et le châtiment corporel
Chenouté donne une grande place au châtiment corporel dans son organisation monastique. Outre la mise en place du châtiment de la falaque (ou coups de bâtons sur les pieds), qu'il pourrait avoir inventé, il a aussi été à l'origine de la mort d'un moine battu à mort par ses mains. Cela provoqua un large dissentiment dans le Monastère Blanc et il fut poussé à se défendre.
Trois défenses furent soutenues par Chenouté, premièrement, il soutint que la vie naturelle du moine s'était éteinte d'elle-même à cet instant précis, sans rapport avec les coups qu'il recevait. Deuxièmement, voyant que l'argumentaire ne prenait pas, il soutint que l'accuser du meurtre du moine était comme accuser Dieu, qui frappait à sa place. Enfin, il se reprit et soutint que Dieu n'avait pas tué l'homme mais que c'était une chance pour lui de mourir en train de faire pénitence de ses péchés.

## Chenouté et la littérature copte
Chenouté a écrit de nombreuses lettres et sermons destinés aux religieux sous son autorité, le plus connu étant le Sermon sur la conduite chrétienne maintes fois recopié. Il a aussi écrit des petits traités ascétiques. Il y dénonce le mal, le démon et les conduites déviantes. Ces écrits ont souvent un caractère polémique mais sont aussi de nature philosophique ou théologique. Pour le lecteur d'aujourd'hui, sa pensée est difficile à saisir. Pour la culture copte ses documents sont fondamentaux. En effet, avec des textes gnostiques et manichéens, ce sont les seuls documents originaux rédigés en copte. Les autres documents sont des traductions de textes grecs.